# Sida jatrophoides
Sida jatrophoides là một loài thực vật có hoa trong họ Cẩm quỳ. Loài này được L'Hér. miêu tả khoa học đầu tiên năm 1788.